# 黎川县
黎川县是中国江西省抚州市所辖的一个县。与南城、南丰、资溪及福建省光泽、邵武、泰宁、建宁等七县（市）毗邻。是國家級生態示範區和國家重點生態功能區。黎川有十里明清長街、洲湖船形古屋、福祿壽禧四大古寺等眾多歷史遺蹟，是中國香榧之鄉、中國民間文化藝術之鄉（油畫）。縣人民政府駐日峰镇。

## 历史沿革
三国东吴置永城县，宋绍兴八年（公元1138年）析南城县置新城县，治黎滩镇。这便是黎川建县之始。由建昌军所辖。
元、明、清本县建置未变。
民国三年（公元1914年），因江西、河北、浙江、贵州等四省都有新城县，故江西省新城县改称黎川县。
1931年6月6日，中国工农红军在黎川建立了红色政权——黎川县临时革命委员会。同年7月21日，红军撤出黎川。
1932年10月18日，中国工农红军二入黎川，同年12月，成立黎川县革命委员会，隶属中华苏维埃共和国江西省；1933年5月，闽赣省成立，黎川隶属闽赣。
1949年5月18日，赣闽边区人民游击总队进驻黎川县城。5月28日，中国人民解放军第二野战军第15兵团的45师、46师进入黎川。7月20日，黎川县人民政府成立。
1949年后黎川县隶属抚州专区（抚州地区、抚州市）管辖。

## 行政区划
黎川县下辖7个镇、8个乡：
日峰镇、宏村镇、洵口镇、熊村镇、龙安镇、德胜镇、华山镇、潭溪乡、湖坊乡、荷源乡、厚村乡、社苹乡、樟溪乡、西城乡、中田乡和德胜企业集团。

## 人口
截至2020年11月1日零時，黎川縣常住人口為205205人。

## 地理
全县以山地为主。东部为武夷山脉，高峰如杨家岭海拔1513米，会仙峰海拔1355米、大山嵊海拔1212米，太平嵊海拔1071米。通过叶竹隘（207省道），沙塘隘（京福高速公路）与福建省相通。
主要河流有黎滩河、龙安河、资福河，均汇入洪门水库（水库部分在黎川境内），县内建有燎原水库。

## 交通
- 京福高速公路
- 332省道、207省道

## 经济
工业以陶瓷、鞋业为主。

## 风景名胜
- 岩泉国家森林公园：会仙峰，海拔1355米；杨家岭，海拔1513米。

### 历史文化街区
- 黎川老街历史文化街区
- 贤士街历史文化街区